# Església de San Pedro d'Ansemil
San Pedro és l'església parroquial d'Ansemil, al municipi de Pontevedra de Silleda, a Galícia. Conforma el conjunt una església romànica de planta basilical amb tres naus i tres absis, a la qual s'afegí una capella gòtica que servia per a enterrar els taüts de la família dels comtes de Deza. Als nostres dies se'n conserven dues construccions: una església romànica i al seu mur sud una capella gòtica. La primera és el resultat de la reforma d'una construcció anterior preromànica, i es degué acabar al voltant del 1171.
En la decoració en destaquen els capitells i sobretot els permòdols exteriors caracteritzats per una gran varietat morfològica i plasticitat.

## Història

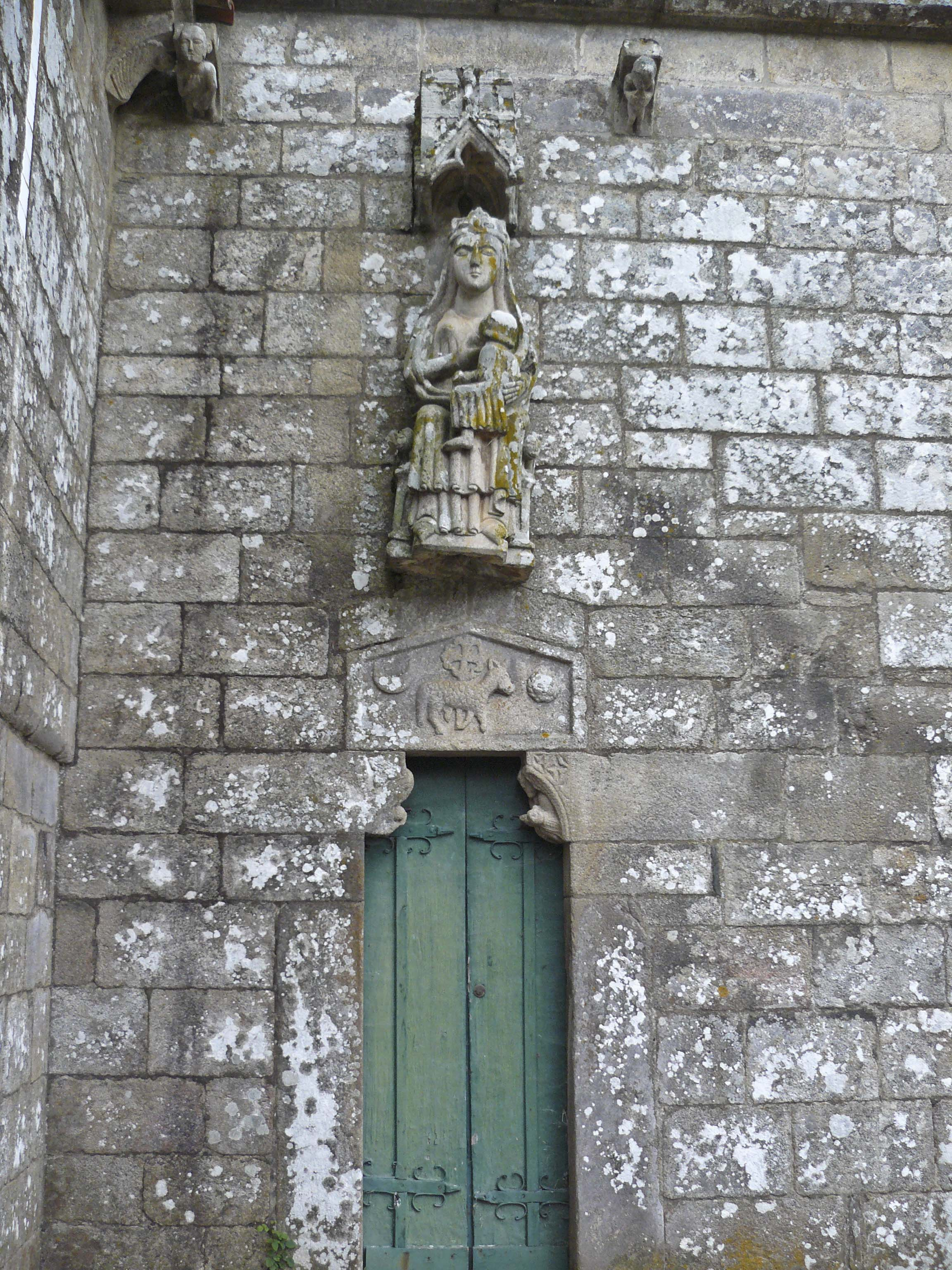
Façana gòtica de la Capella dels Deza

És tot el que es conserva d'un monestir medieval de monges benedictines de prou importància a la comarca, i veí del Monestir de Carboeiro.
Els orígens del monestir deuen remuntar al mandat del bisbe Sisnando, i al principi era un monestir doble. Segons Antonio López Ferrer és del segle ix o X. El mateix autor afirma que al segle xii va desaparèixer la comunitat femenina, però el monestir no va deixar de ser citat en alguns documents, per això es creu que hi continuà funcionant una comunitat religiosa, però tal vegada només masculina. La comunitat femenina s'hi tornaria a integrar al segle XIII o principis del XIV.
Al segle xvi, amb la reforma de les comunitats monàstiques dels reis Catòlics la comunitat es va unir a San Paio de Antealtares.
Segons Bango Torviso el temple fins al primer terç del segle XII va haver de correspondre's "amb una primitiva estructura basilical asturiana". En aquest moment es feu una restauració del primitiu edifici, a la capella central i a la façana occidental o principal. Quan a finals del segle xiii o principis del XIV torna a ser ocupat per una comunitat femenina es construeix la capella funerària dels Deza i la porta septentrional, així com el capitell amb cap d'ase i cara humana de la capella central.
Considera aquest autor que aquesta església, com moltes altres del romànic gallec, presenta la supervivència de moltes formes de l'art asturià.

## Interior

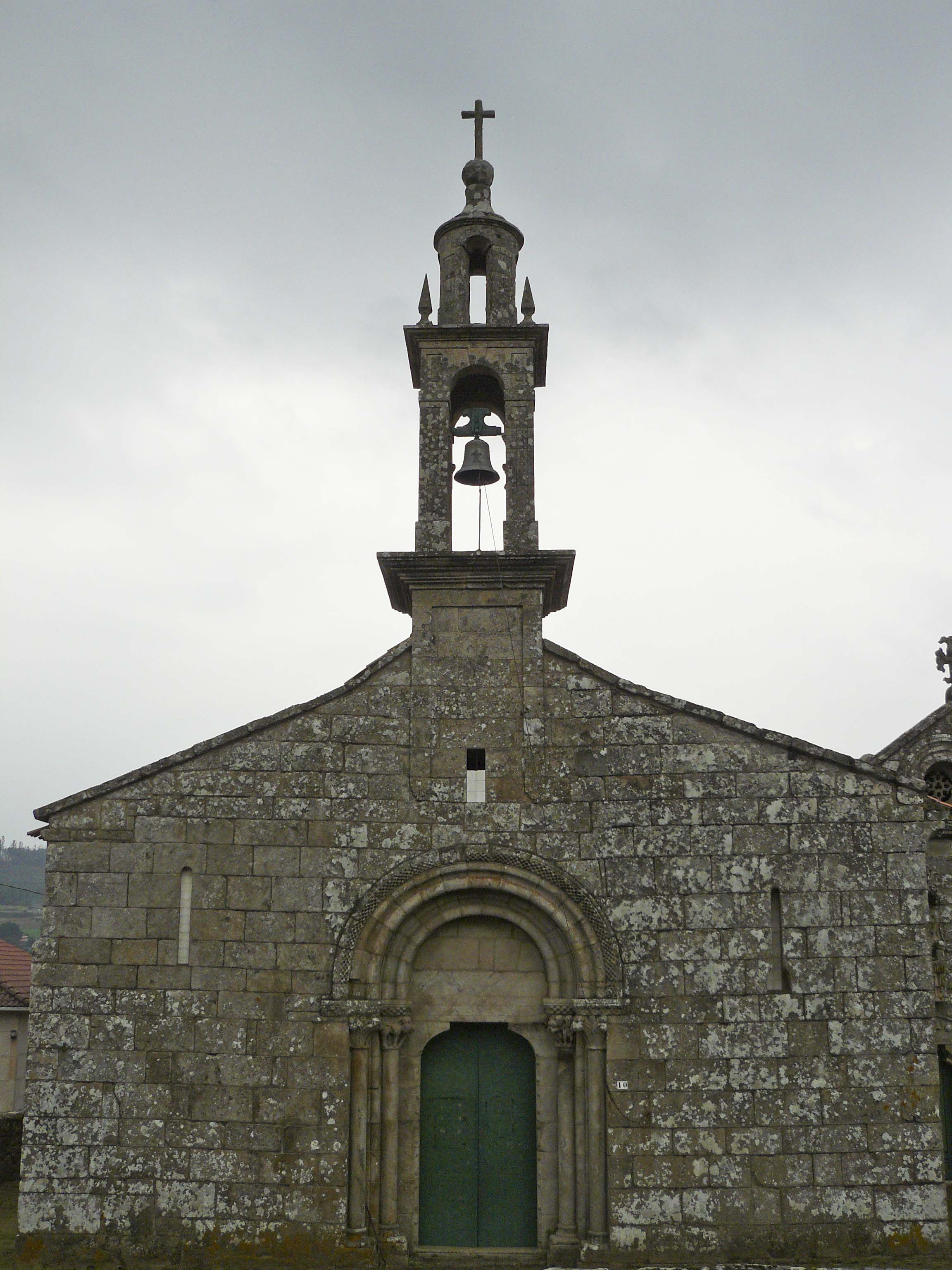
Façana occidental

L'església és de planta basilical de tres naus separades per columnes d'arcs semicirculars peraltats i un absis rectangular amb dues capelles afegides. Té una teulada de fusta i les naus es divideixen en trams per pilars de secció quadrangular al centre.
L'interior del temple està emblanquinat quasi totalment. Al mur occidental sobre una finestra moderna hi ha un cap d'ovella reaprofitat pels constructors de la reforma de la façana al segle XX. Als laterals del mateix mur les dues espitlleres s'obrin amb l'interior en arc de volta perfecta.
El mur meridional té una espitllera i un gran arc apuntat que comunica amb la capella funerària. Les naus estan cobertes amb fusta, plana la central i a un vessant als laterals.

### Els absis

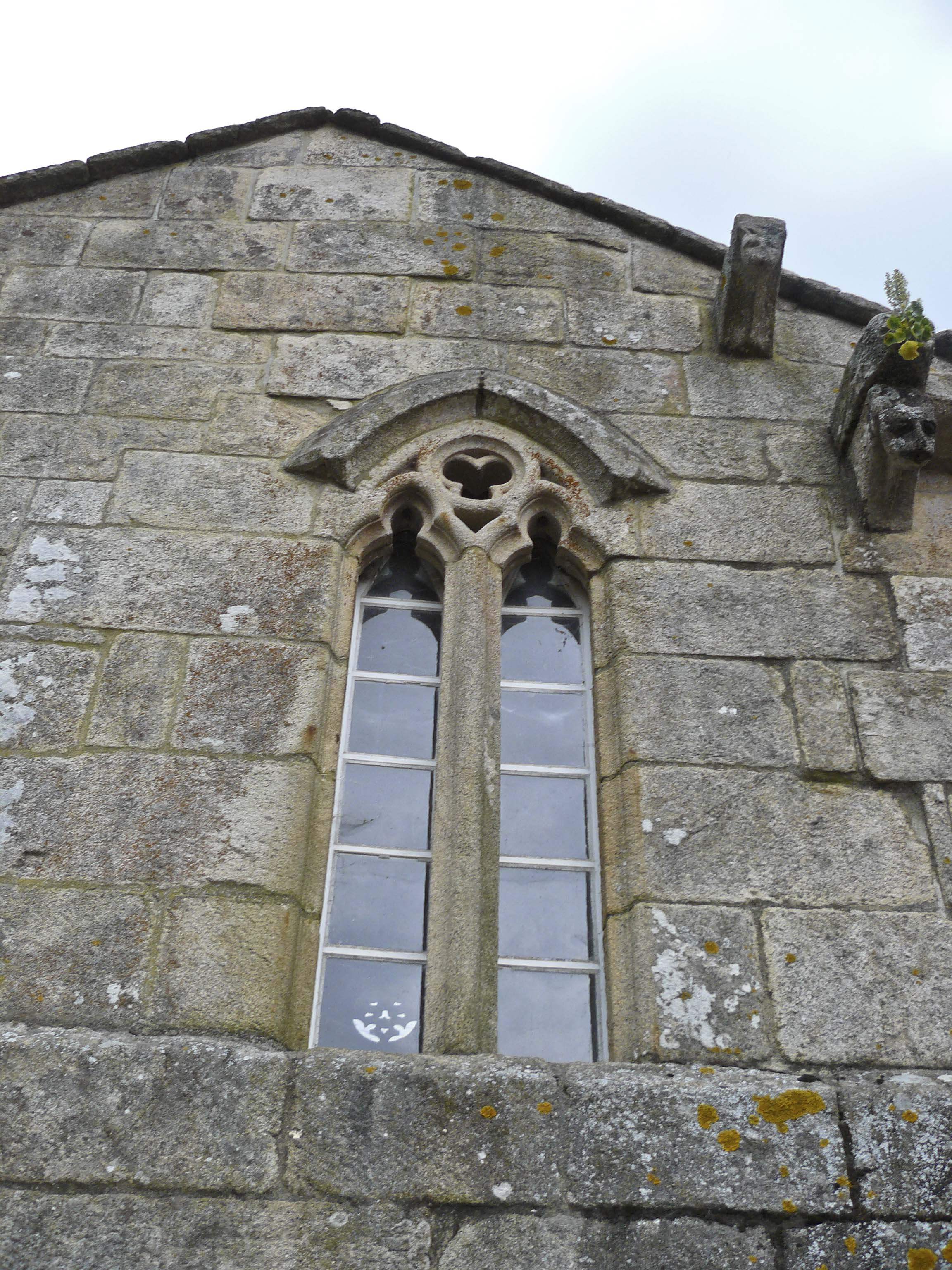
Finestra gòtica de la capella

L'absis lateral meridional s'obri amb un arc triomfal de mig punt peraltat i doblegat recolzat sobre pilastres com cames. Dins es cobreix amb volta de canó. L'absis lateral septentrional apareix tancada per un muret amb una porta al centre.
L'absis central presenta un arc semicircular peraltat i doblegat, sobre el qual hi ha una espitllera. Es cobreix amb volta de canó enlluïda que descansa sobre l'arc triomfal i un arc toral que descansen en columnes.
Els capitells de l'arc triomfal presenta motius vegetals, dos tipus de grans fulles acabades en espiral. Els fusts es conformen per dos tambors de grandària desigual. Les bases són àtiques amb el plint arredonit.
Les columnes de l'arc toral són una de característiques semblants a la de l'arc triomfal i l'altra, la de l'esquerra, és formada per una base amb un plint. Al capitell hi ha fulles lanceolades i en les cares estretes una faç humana i un cap de ruc.

## Exterior
Exteriorment, el temple no sembla compost per tres naus, ja que és un rectangle cobert a dues aigües amb tres absis afegits a la capçalera.

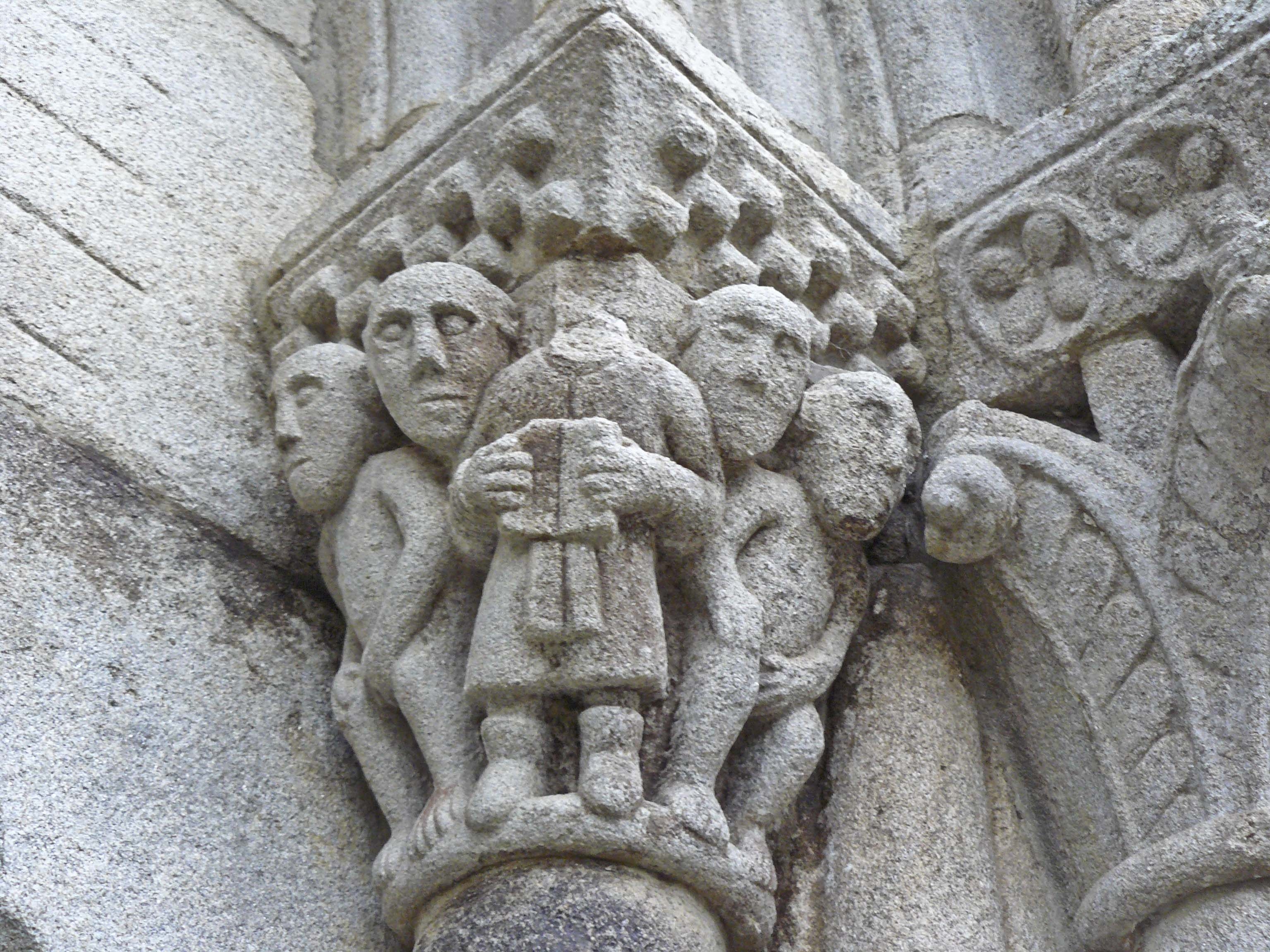
Capitell esquerre de la façana occidental

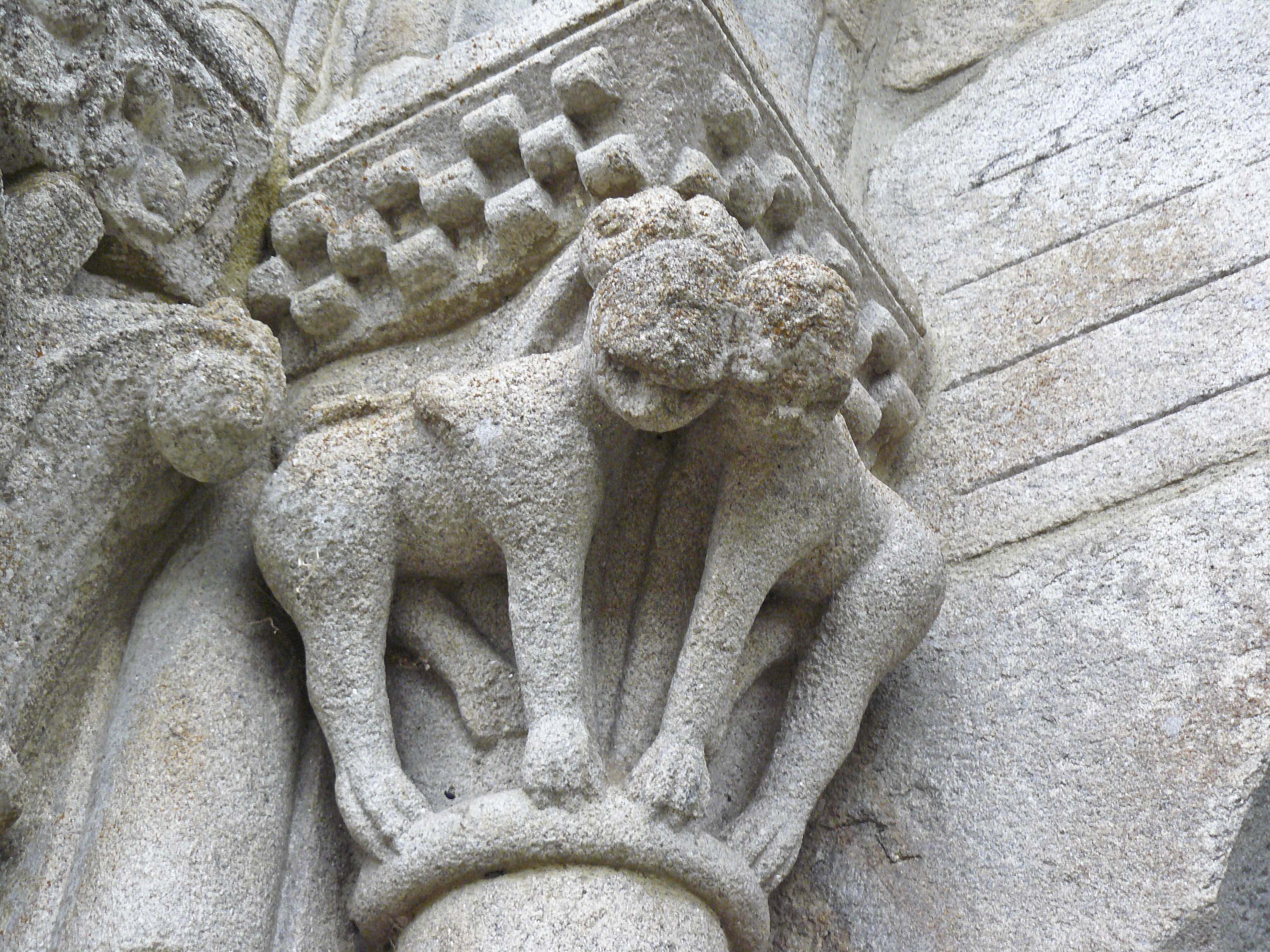
Capitell dret de la façana occidental

La façana occidental és plana, sense contraforts i acabada amb una torre de principis del segle XX. A ambdós costats de la porta s'obrin dues espitlleres davant les naus menors i unes finestres geminades del temps d'Alfons III, elements reutilitzats del primer temple. Les arquivoltes descansen sobre dos parells de columnes amb bases àtiques amb algunes alteracions, fusts monolítics, llisos i exempts. Els capitells més exteriors presenten motius vegetals: grans fulles amb vèrtexs acabats en espiral a manera de volutes. Els capitells interiors, el dret representa dos lleons enfrontats i l'esquerre un home vestit amb túnica i amb un llibre obert a les mans sobre el pit. Li falta el cap. Al mateix capitell, darrere de l'home, hi ha dos caps humans i als costats dos homes despullats amb una mà a la cuixa i una altra als genitals.
Tampoc presenten contraforts els murs laterals. Al ràfec presenta una decoració amb balons, amb permòdols de fulles, cap de felí i una altra de bòvid. També s'obri amb una espitllera. El mur septentrional sembla modificat. Manca de cornisa i d'espitlleres. S'obri amb una porta amb llinda amb un arc de volta perfecta i inscrit un arquet pentalobulat (amb arcs de ferradura) i a dins una creu grega.
El mur occidental apareix perllongat per un contrafort que sembla afegit. S'obri amb una petita espitllera.
Els absis són rectangulars, i el central n'és més gran. Al mur lateral meridional hi ha una finestra rectangular moderna i una cornisa similar a la de l'oposat amb permòdols que representen un animal indeterminat, un cap de bòvid, un permòdol de voluta, una figura humana, un de tema irrecognoscible i un cap de felí.

## La capella funerària dels Deza

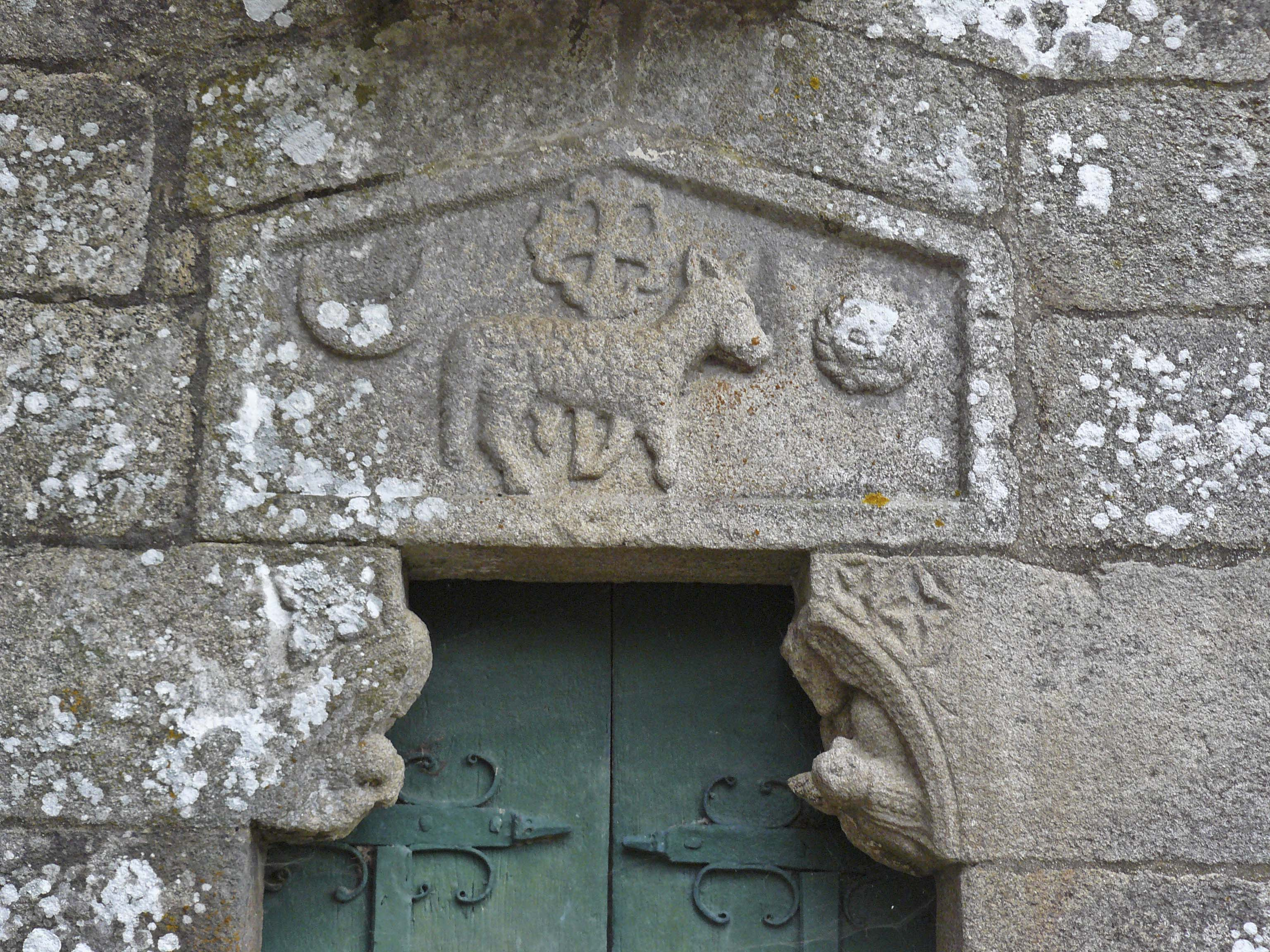
Agnus Dei

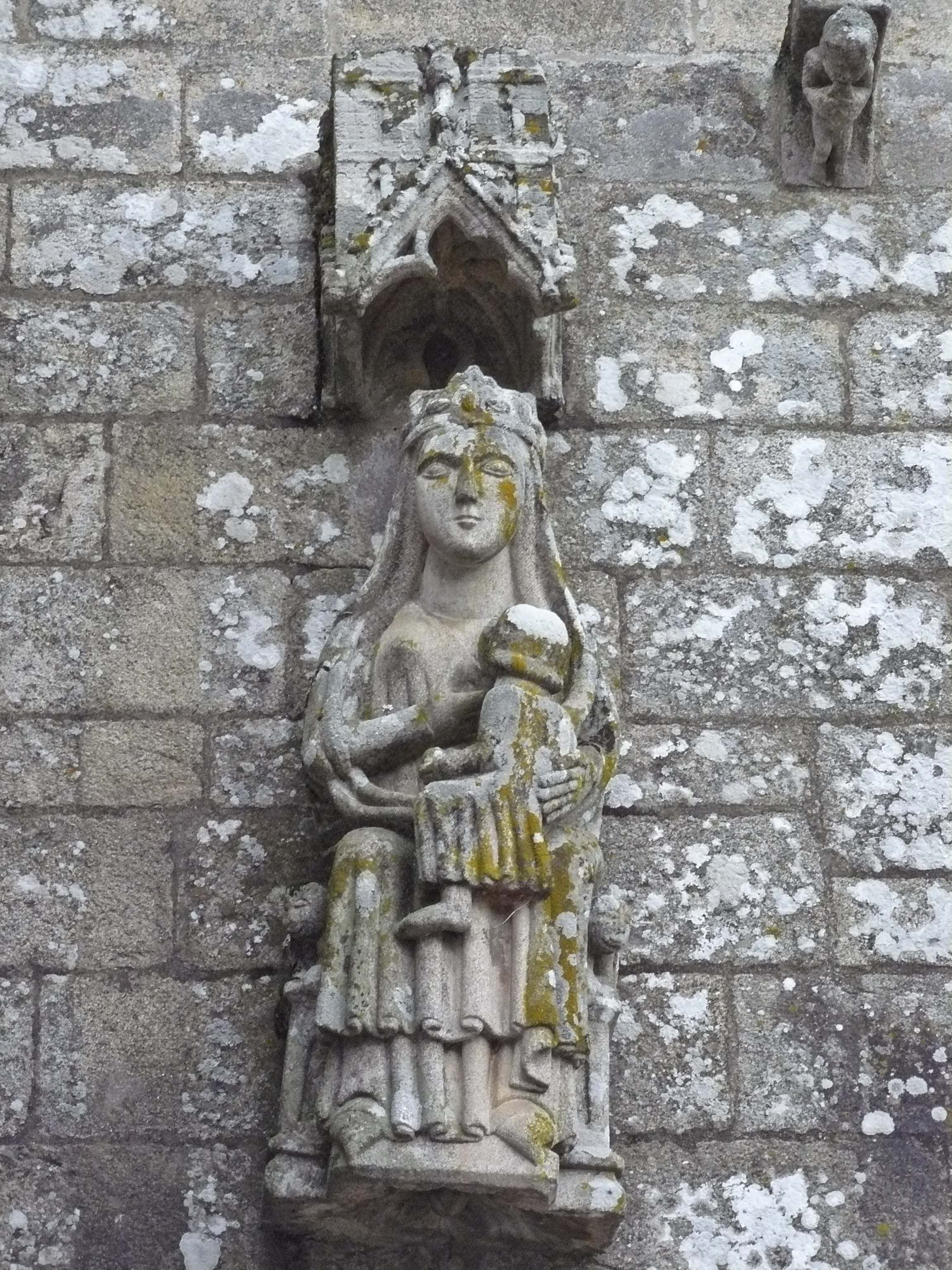
Marededeu amb el nen

A la dreta de l'església i unida amb un arc apuntat hi ha la Capella senyorial dels Deza, obra gòtica del segle XIV, on es conserva el sepulcre de Diego Gómez de Deza, del 1341.
És un espai independent de l'església compost per una nau i un absis rectangular cobert amb volta de creueria.
A la façana mostra una llinda amb l'Agnus Dei i una marededéu asseguda sota un dosser gòtic. Una rosassa i abundant decoració en els permòdols acaben el conjunt.

## Galeria d'imatges: permòdols

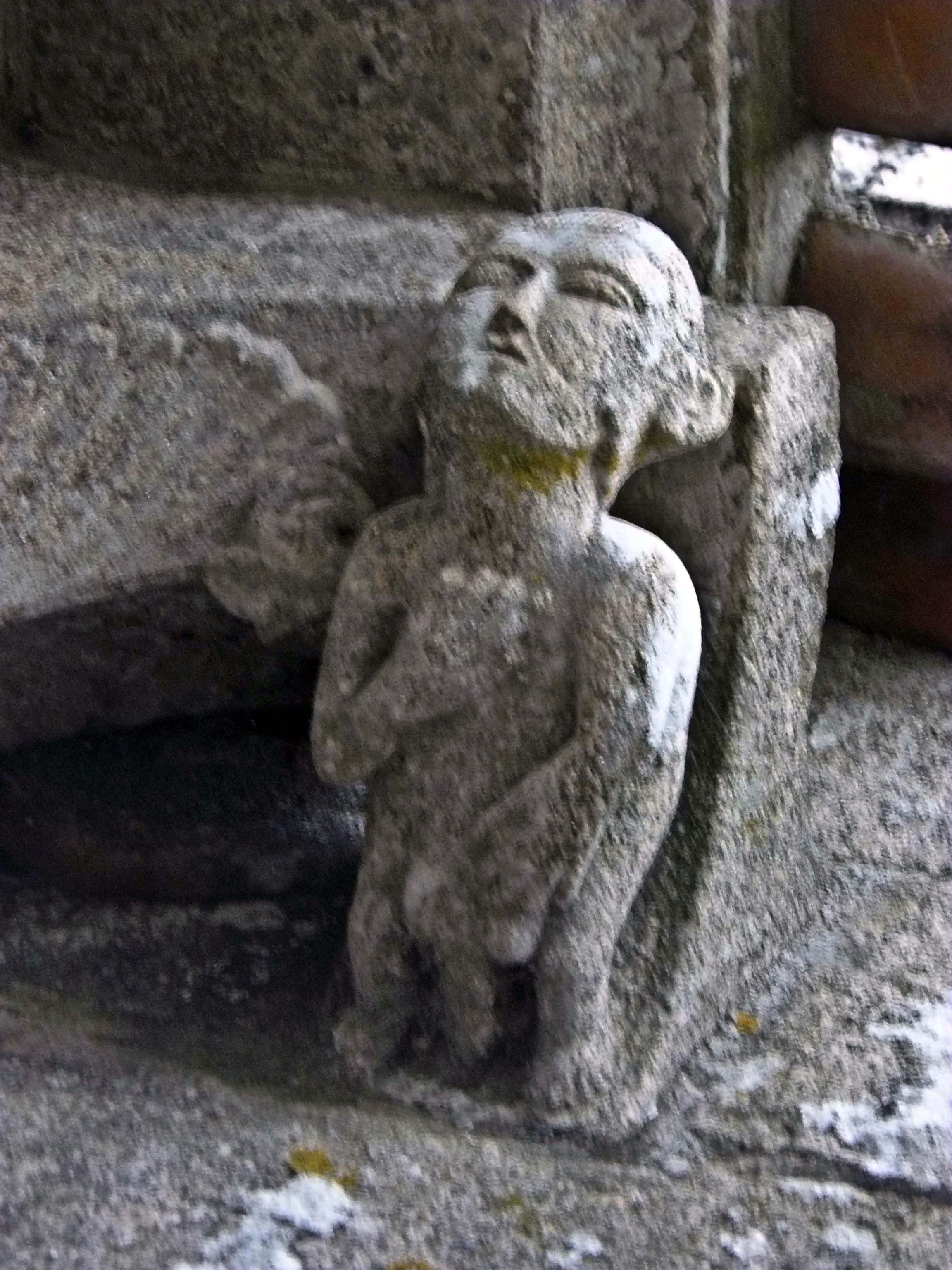
Permòdol eròtic
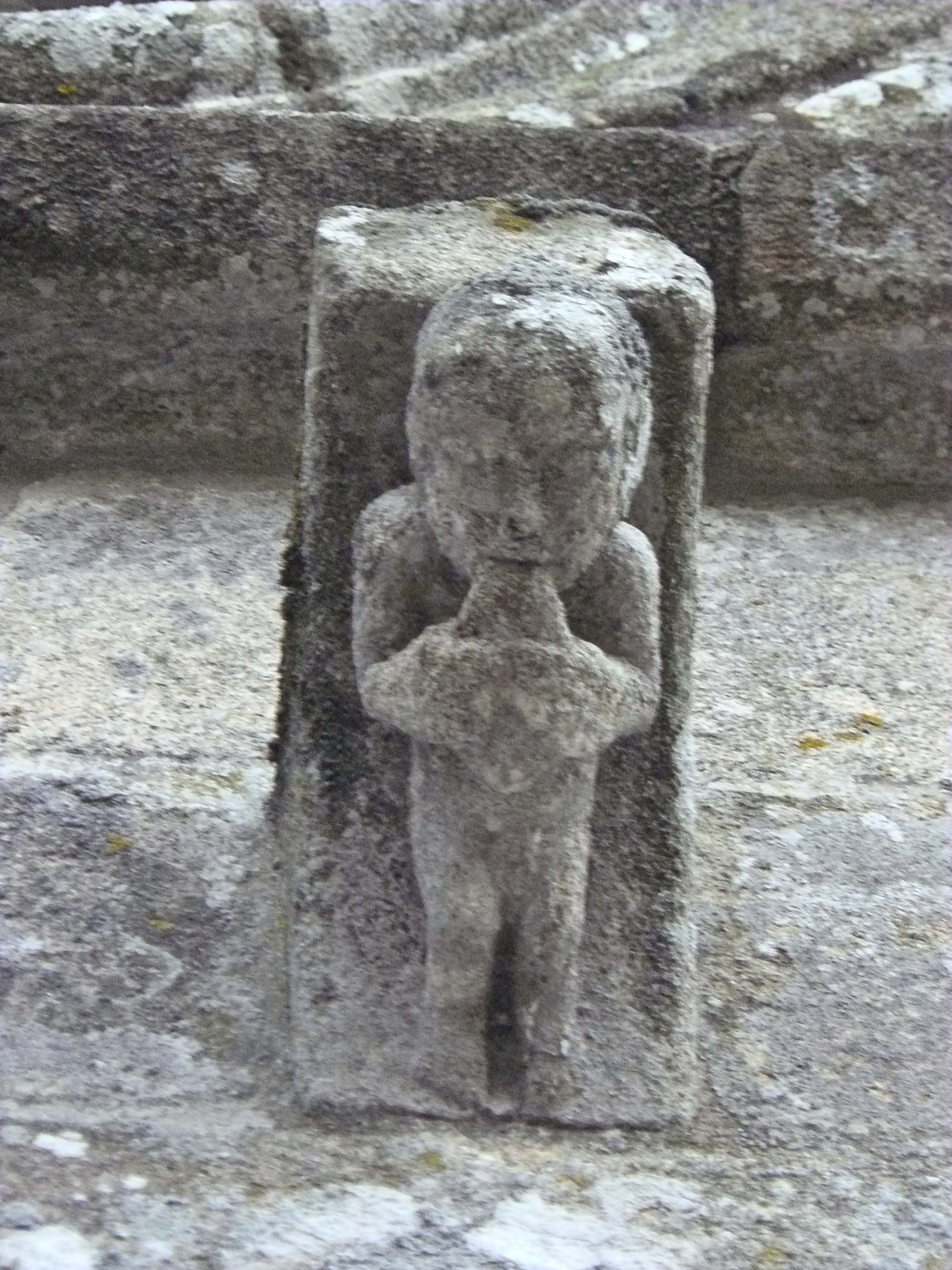
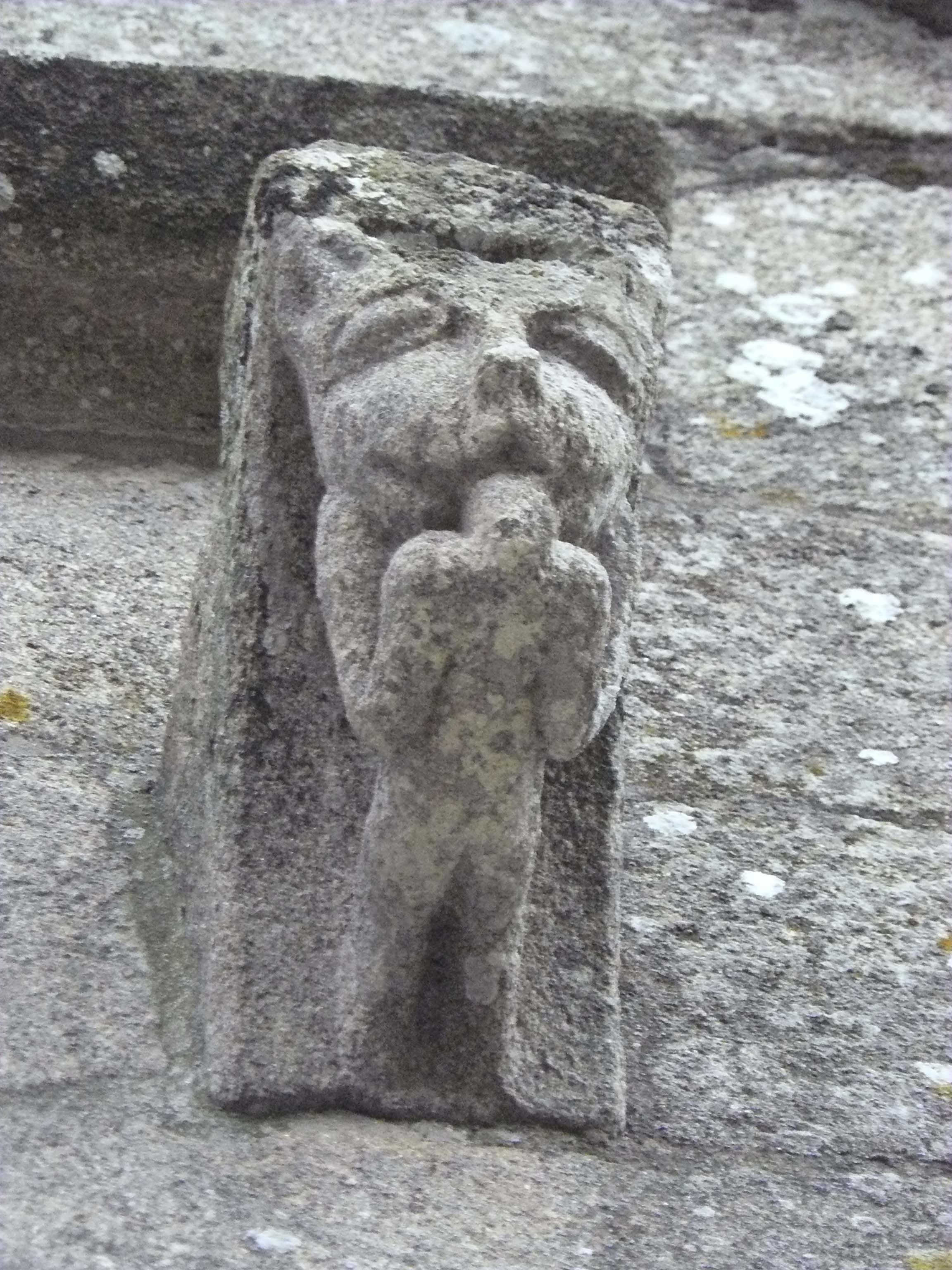
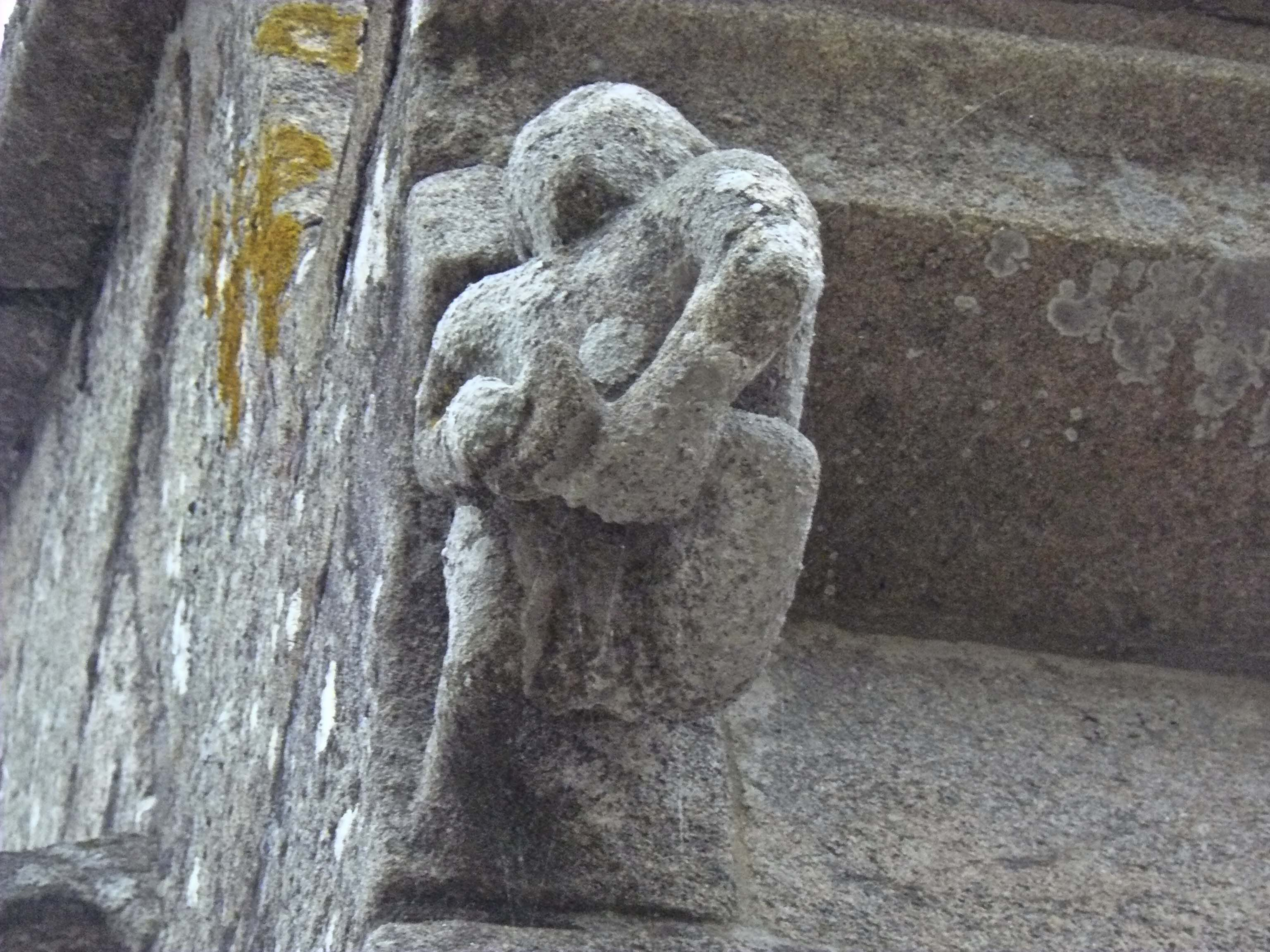
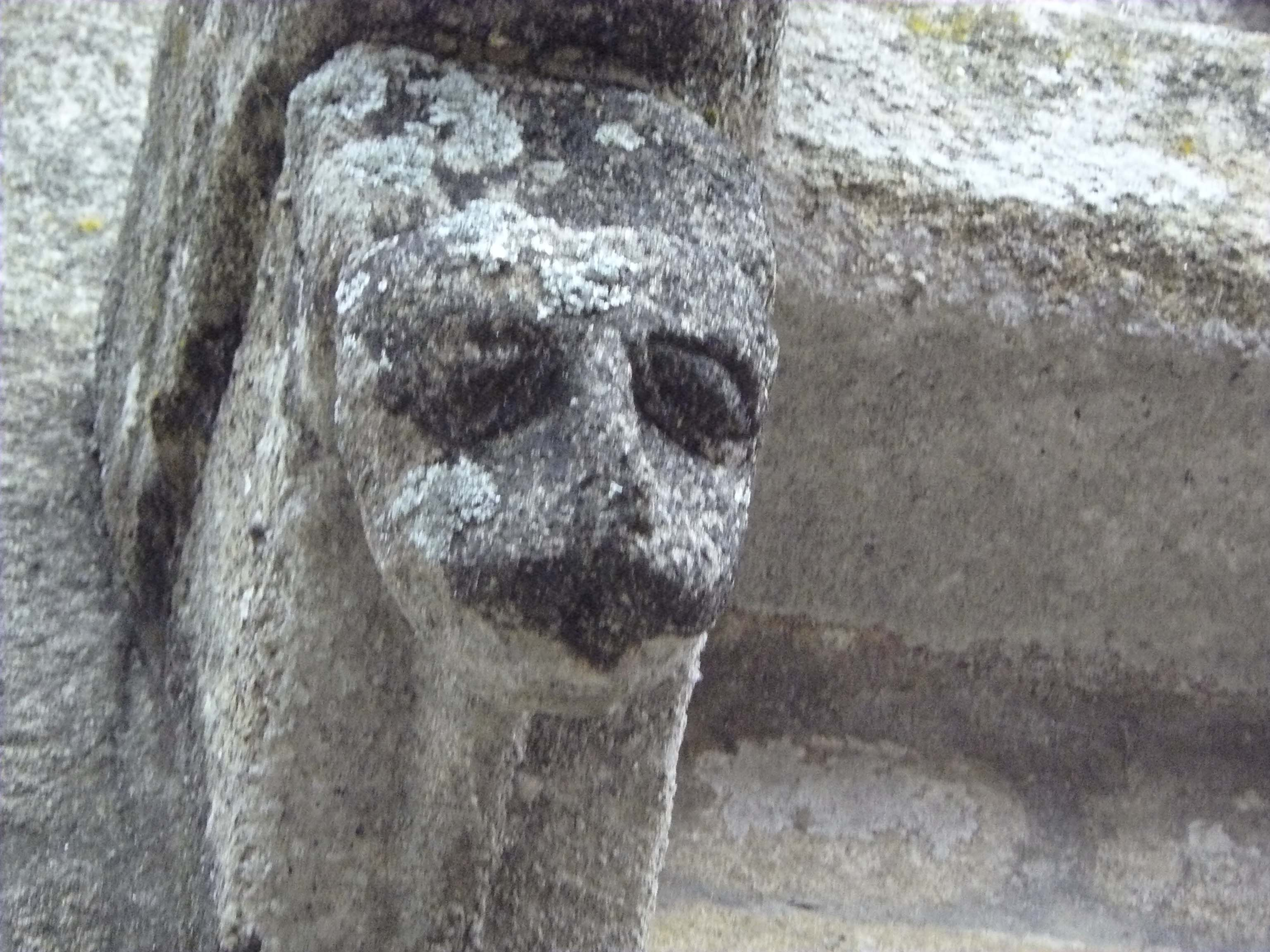
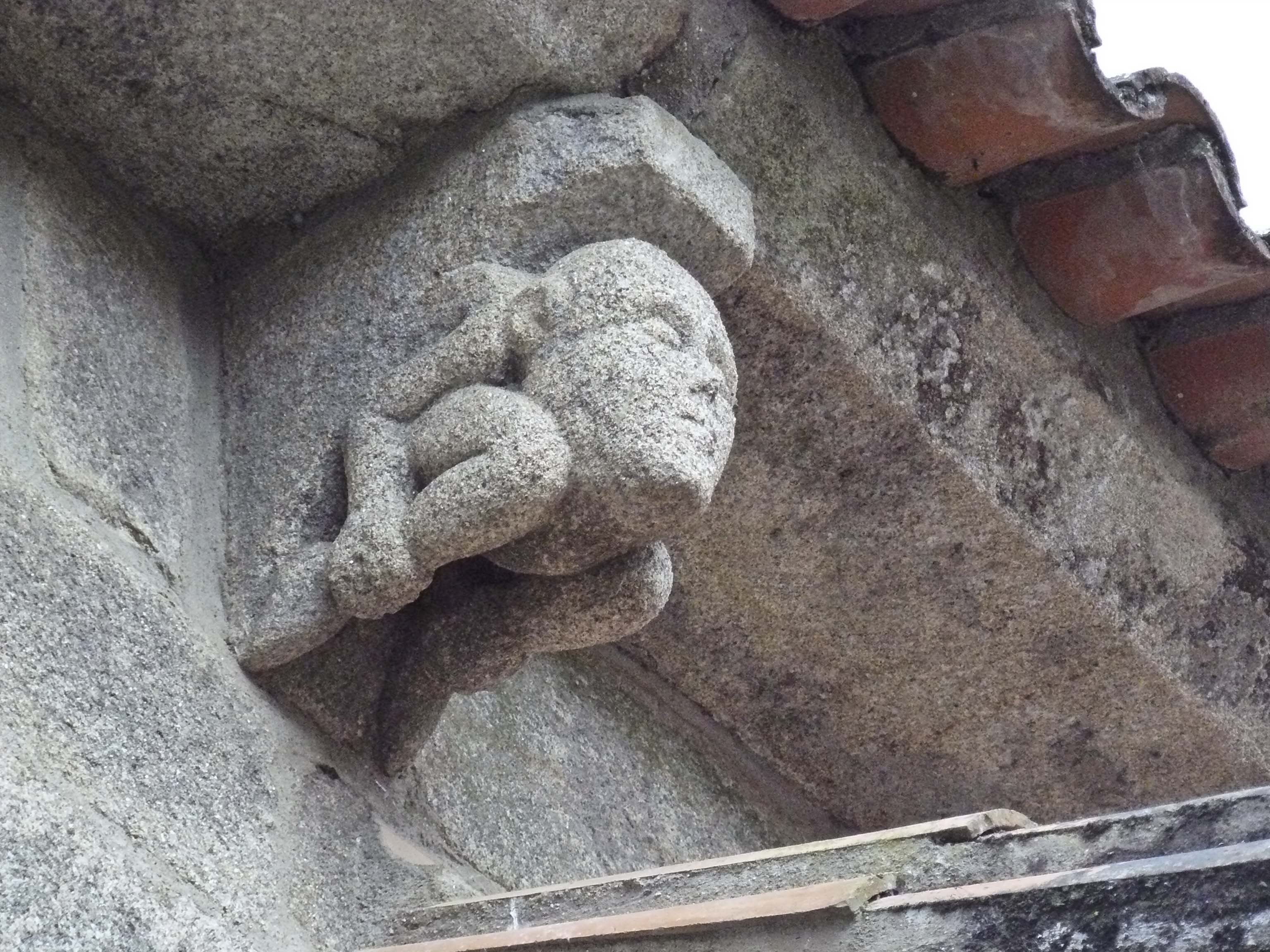
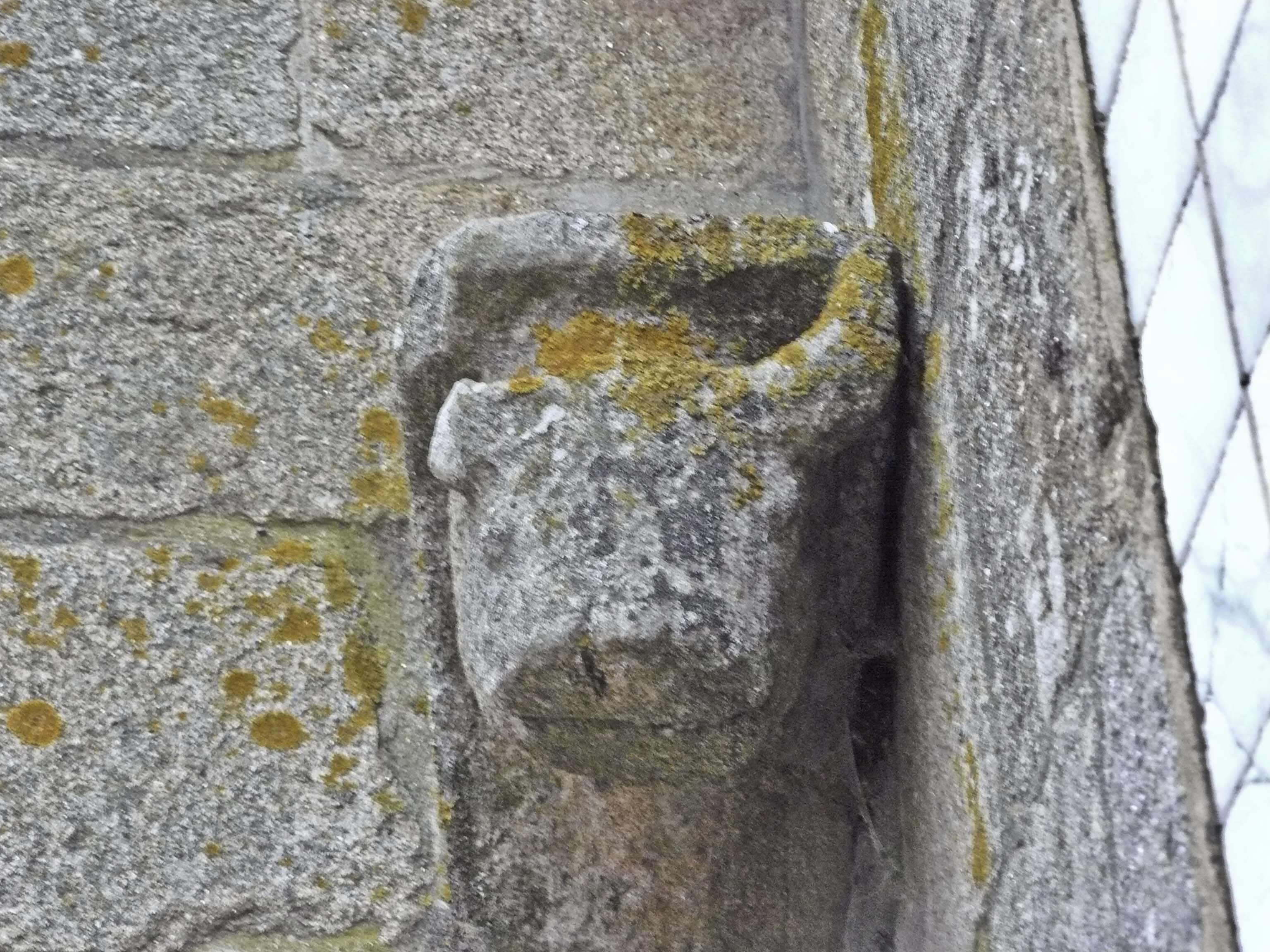
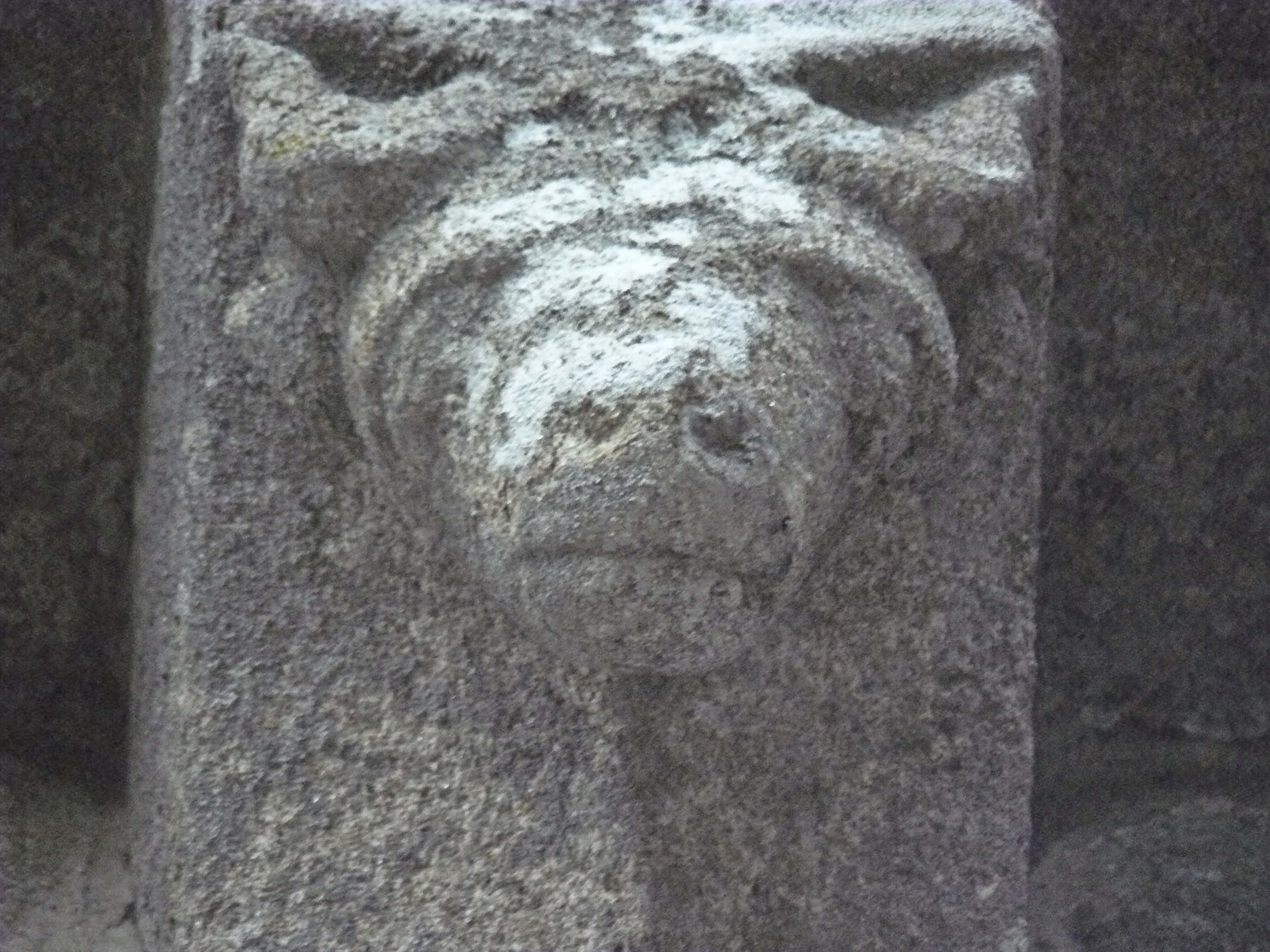
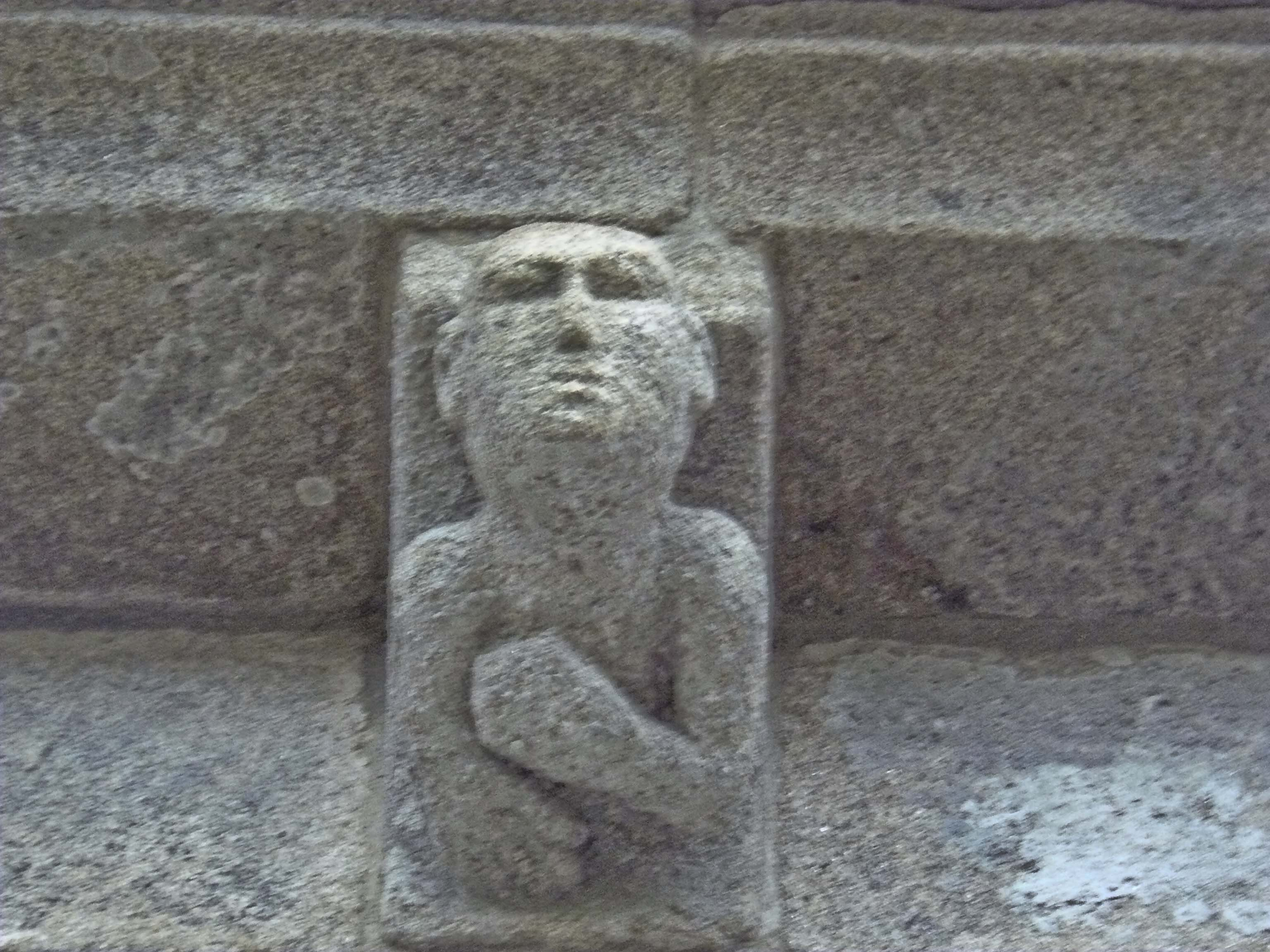